# Bema
Bema là một đô thị ở tỉnh Sondrio trong vùng Lombardia của Italia, có vị trí khoảng 80 km về phía đông bắc của Milano và khoảng 25 km về phía tây của Sondrio. Tại thời điểm ngày 31 tháng 12 năm 2004, đô thị này có dân số 145 người và diện tích là 19,7 km².
Bema giáp các đô thị: Albaredo per San Marco, Averara, Cosio Valtellino, Gerola Alta, Morbegno, Pedesina, Rasura.